# Gano (raper)
Gano, właśc. Rafał Janusz Wywioł (ur. 1978 w Katowicach) – polski raper i autor tekstów, zaliczany do prekursorów katowickiej sceny hip-hopowej. Wczesny członek zespołu  Kaliber 44, występował również w grupie Głębia Głów, krótkotrwałym projekcie HaiHaieR oraz kolektywie Gopside, a także działał w duecie z Moralem. Prowadził również karierę solową.
Współpracował z takimi wykonawcami jak AbradAb, Warszafski Deszcz, IGS, Jajonasz, Skorup, Wzgórze Ya-Pa 3, DJ 600V, Ośka, Bas Tajpan, czy Fokus.

## Życiorys
Nawiązał współpracę z producentem muzycznym KRI, wraz z którym utworzył projekt Głębia Głów. Jedyny utwór grupy pt. „Niemahip-hoputu” ukazał się na kompilacji Hip-Hop Trip (1997).
W 1998 roku po podpisaniu kontraktu z wytwórnią muzyczną Blend Records muzycy zmieni nazwę na Gie-Gie. Pod tą nazwą ukazał również tylko jeden utwór - „Dla sprawy”, który znalazł się na składance Hiphopowy raport z osiedla w najlepszym wykonaniu (1998). Następnie formacja zarejestrowała debiutancki album studyjny pt. Krótko i na temat. Jednakże w wyniku nieporozumień z wydawcą wydawnictwo nigdy się nie ukazało.
W międzyczasie wraz z Bas Tajpanem i Jajonaszem tworzył krótkotrwałe trio HaiHaieR mające w dorobku współpracę z DJ 600V. W 2001 roku ukazał się jedyny album solowy rapera pt. W samo sedno. Wydana przez R.R.X. spotkała się z chłodnym przyjęciem ze strony krytyków muzycznych jak i publiczności. Raperowi zarzucono monotonię warstwy muzycznej, a także niski poziom flow. Następnie Wywioł podjął współpracę z Moralem. Efektem były dwa albumy studyjne: Nienagannie niemoralna propozycja z 2004 oraz wydana w 2011 roku płyta Przeminęło z dymem.

## Dyskografia
Albumy
| Rok  | Album                                                                                      |
| ---- | ------------------------------------------------------------------------------------------ |
| 2001 | W samo sedno - Data: 17 maja 2001 - Wydawca: R.R.X.                                        |
| 2004 | Nienagannie niemoralna propozycja (oraz Moral) - Data: 15 listopada 2004 - Wydawca: Tonami |
| 2011 | Przeminęło z dymem (oraz Moral) - Data: 21 marca 2011 - Wydawca: Gopside tctx.             |

Kompilacje różnych wykonawców
| Rok  | Utwór                                     | Album                             |
| ---- | ----------------------------------------- | --------------------------------- |
| 2000 | „Proste?” – Gano                          | Styl reprezentacji pierwszej ligi |
| 2003 | „Kiwaj głową” – Moral, Gano               | Klan CD#31                        |
| 2008 | „Nie jestem kurwa biznesmenem” – HaiHaieR | Road Hip-Hop Classic 2008         |

Występy gościnne
| Rok  | Utwór                                                                          | Album             |
| ---- | ------------------------------------------------------------------------------ | ----------------- |
| 1999 | „Nie mów mi o umieraniu” (Warszafski Deszcz, gośc. Gano)                       | Nastukafszy...    |
| 1999 | „Nie jestem kurwa biznesmenem” (DJ 600V, gośc. HaiHaieR)                       | Szejsetkilovolt   |
| 1999 | „Czasy” (O$ka, gośc. Gano, Jajonasz)                                           | Kompilacja        |
| 2000 | „Zachowaj dystans” (Wzgórze Ya-Pa 3, gośc. Gano)                               | Precedens         |
| 2000 | „Jak tu jest” (IGS, gośc. Gano, Jajonasz)                                      | Ekspedycje        |
| 2001 | „Gadają” (DJ 600V, gośc. Risq, Gano)                                           | Wkurwione bity    |
| 2001 | „Nie jestem kurwa biznesmenem (Remix)” (DJ 600V, gośc. HaiHaieR)               | V6                |
| 2002 | „Kiwaj głową” (Moral, gośc. Gano)                                              | M                 |
| 2005 | „Do stu od zera” (IGS, gośc. Moral/Gano)                                       | Na klucz          |
| 2006 | „DoPrawdy” (IGS, gośc. Gano, Stoki)                                            | Garaże            |
| 2007 | „Krople” (Waves, gośc. Gano)                                                   | Tru Luv 4 Music   |
| 2009 | „Miasto patrzy” (KRI., gośc. Gano)                                             | Kunszt            |
| 2010 | „Triumf” (Lukatricks, gośc. Mata, Świtał, Jajonasz, Moral/Gano, Fokus, HST)    | Czarne złoto      |
| 2010 | „Talar” (Lukatricks, gośc. HST, Bas Tajpan, Moral/Gano)                        | Czarne złoto      |
| 2010 | „Nigdy tak” (Lukatricks, gośc. Moral/Gano, HST)                                | Czarne złoto      |
| 2010 | „Mówią o mnie w mieście” (Lukatricks, gośc. Tede, Gano, Fokus, AbradAb, Gutek) | Czarne złoto      |
| 2010 | „Pro-to-typ” (Lukatricks, gośc. Gano, Mata, Fokus, Mr. Hide, Toony)            | Czarne złoto      |
| 2010 | „Jestem w grze” (Lukatricks, gośc. Jajonasz, HST, Gano)                        | Czarne złoto      |
| 2010 | „Podaruj mi trochę słońca” (Lukatricks, gośc. HST, Fokus, Gano)                | Czarne złoto      |
| 2010 | „To ci ma dać” (Lukatricks, gośc. HST, Gano)                                   | Czarne złoto      |
| 2011 | „Solidarność” (Skorup, gośc. Gano)                                             | Etos kowboja      |
| 2011 | „Sumienie” (Pluton, gośc. Gano)                                                | Na każdym froncie |
| 2012 | „Kilometry” (Voskovy, gośc. Moral/Gano, DJ Motyl)                              | 5 złotych zasad   |

## Teledyski
| Rok       | Tytuł                                                                          | Reżyseria/Realizacja | Album                             |
| --------- | ------------------------------------------------------------------------------ | -------------------- | --------------------------------- |
| 2004      | „Brzęczy & błyszczy” (oraz Moral)                                              | Grupa 13             | Nienagannie niemoralna propozycja |
| 2005      | „Brzęczy & błyszczy (całkiem nowy remix)” (oraz Moral)                         | Tadeusz Śliwa        | Nienagannie niemoralna propozycja |
| 2011      | „Przeminęło z drinem” (oraz Moral)                                             | Przedmarańcza        | Przeminęło z dymem                |
| Gościnnie |                                                                                |                      |                                   |
| 2010      | „Mówią o mnie w mieście” (Lukatricks, gośc. Tede, Gano, Fokus, AbradAb, Gutek) | Toczy Videos         | Czarne złoto                      |
| 2010      | „Talar” (Lukatricks, gośc. HST, Bas Tajpan, Moral/Gano)                        | Przedmarańcza        | Czarne złoto                      |

## Filmografia
| Rok  | Tytuł                       | Uwagi                                                            |
| ---- | --------------------------- | ---------------------------------------------------------------- |
| 1995 | Kielce – czyli Polski Bronx | film dokumentalny, reżyseria: Bogna Świątkowska, Marek Lamprecht |